# منطقه جنوبی (اریتره)
منطقه جنوبی  یکی از منطقه‌های شش‌گانه اریتره است.

## خصوصیات
منطقه جنوبی ۸٬۰۰۰ کیلومترمربع مساحت و ۱٬۴۷۶٬۷۶۵ نفر جمعیت دارد.